# شهرستان لایمستون (تگزاس)
شهرستان لایمستون، تگزاس (به انگلیسی: Limestone County, Texas) یک سکونتگاه مسکونی در ایالات متحده آمریکا است که در تگزاس واقع شده‌است.

## خصوصیات
شهرستان لایمستون ۲٬۴۱۶٫۴۷ کیلومترمربع مساحت دارد.